# مایکوپ
مایکوپ (به روسی: Майко́п، به آدیغی: Мыекъуапэ/Myequape) شهری است در روسیه. این شهر مرکز جمهوری آدیغیه است. این شهر از شرق و جنوب با شهرستان مایکوپسکی، از شمال با شهرستان گیاگینسکی و از غرب با شهرستان بلورچنسکی در سرزمین کراسنودار هم‌مرز است.
شهر مایکوپ در کرانهٔ راست رودخانهٔ بـِلایا (از شاخه‌های کوبان) واقع شده و در ۱۶۰۰ کیلومتری جنوب مسکو قرار دارد.
جمعیت این شهر در سال ۲۰۰۲ میلادی ۱۵۶٬۹۳۱ بود.
شهر مایکوپ در سال ۱۸۵۷ به عنوان یک دژ قزاق‌های روسی کوبان بنیاد شد و در دوره پایانی جنگ قفقاز در ۱۸۵۸–۱۸۶۳ نقش یک دژ مرزی مهم را ایفا کرد. مایکوپ در سال ۱۸۷۰ رسماً تبدیل به شهر شد.
فرهنگ مایکوپ که یکی از فرهنگ‌های باستان‌شناختی مربوط به عصر برنز است نام خود را از این شهر گرفته است زیرا بازمانده‌های این فرهنگ در سال ۱۸۹۷ در این منطقه کشف شد.
در سال ۱۹۱۱ در نزدیکی مایکوپ نفت کشف شد.

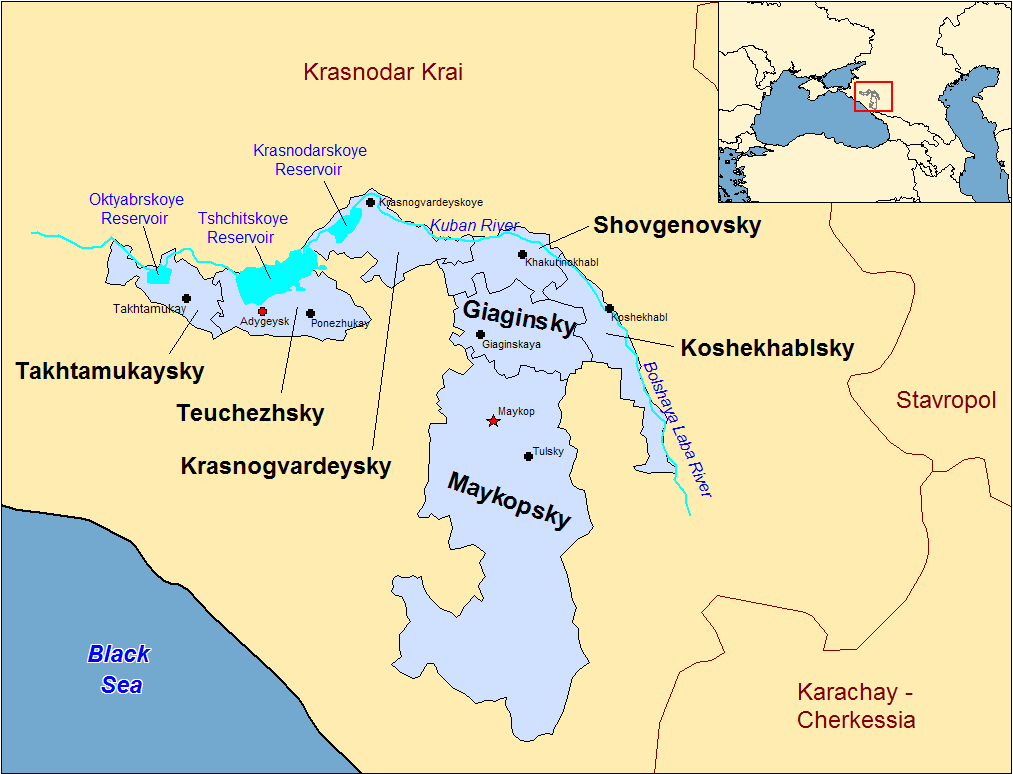
جایگاه مایکوپ در نقشه روسیه و جمهوری آدیغیه.

## گروه‌های قومی
گروه‌های قومی در شهر (داده‌های ۲۰۰۲):
- روس (۷۲٫۵۹٪)
- آدیغه (۱۶٫۶۵٪)
- ارمنی (۲٫۹۹٪)
- اوکراینی (۲٫۵۲٪)

## تاریخچه
جمعیت: ۱۴۴٬۲۴۹ (بر طبق سرشماری سال ۲۰۱۰)؛ ۱۵۶٬۹۳۱ (سرشماری سال ۲۰۰۲)؛ ۱۴۸٬۶۰۸ (سرشماری سال ۱۹۸۹).
نام این شهر از عصر برنز و کشف فرهنگ مایکوپ در سال ۱۸۹۷ گرفته شده است.
پس از ایجاد یک اردوگاه نظامی در سال ۱۸۲۵، نیروی زمینی امپراتوری روسیه در سال ۱۸۵۷ یک قلعه نظامی در مایکوپ احداث کرد.
در سال ۱۹۱۰، در نزدیکی مایکوپ، نفت خام کشف شد.
این شهر مرکز اداری بخش مایکوپسکی در استان کوبان بود. در سال ۱۹۳۶، مایکوپ و مناطق اطراف آن با استان خودگردان آدیغیه ادغام شده و به مرکز اداری خودمختاری تبدیل شد. ورماخت در ۱۰ اوت ۱۹۴۲ بدون درگیری و از طریق عملیات براندنبورگر تکاوران، این شهر را اشغال کرد. تلاش‌های آلمان برای از سرگیری تولید نفت در منطقه‌ای که به سبک زمین سوخته تخریب شده بود، موفقیت چندانی نداشت. در ۲۹ ژانویه ۱۹۴۳، جبهه ماورای قفقاز از ارتش سرخ شهر را بازپس گرفت.
از سال ۱۹۹۱، مایکوپ پایتخت جمهوری آدیغیه در روسیه است.

## اقتصاد

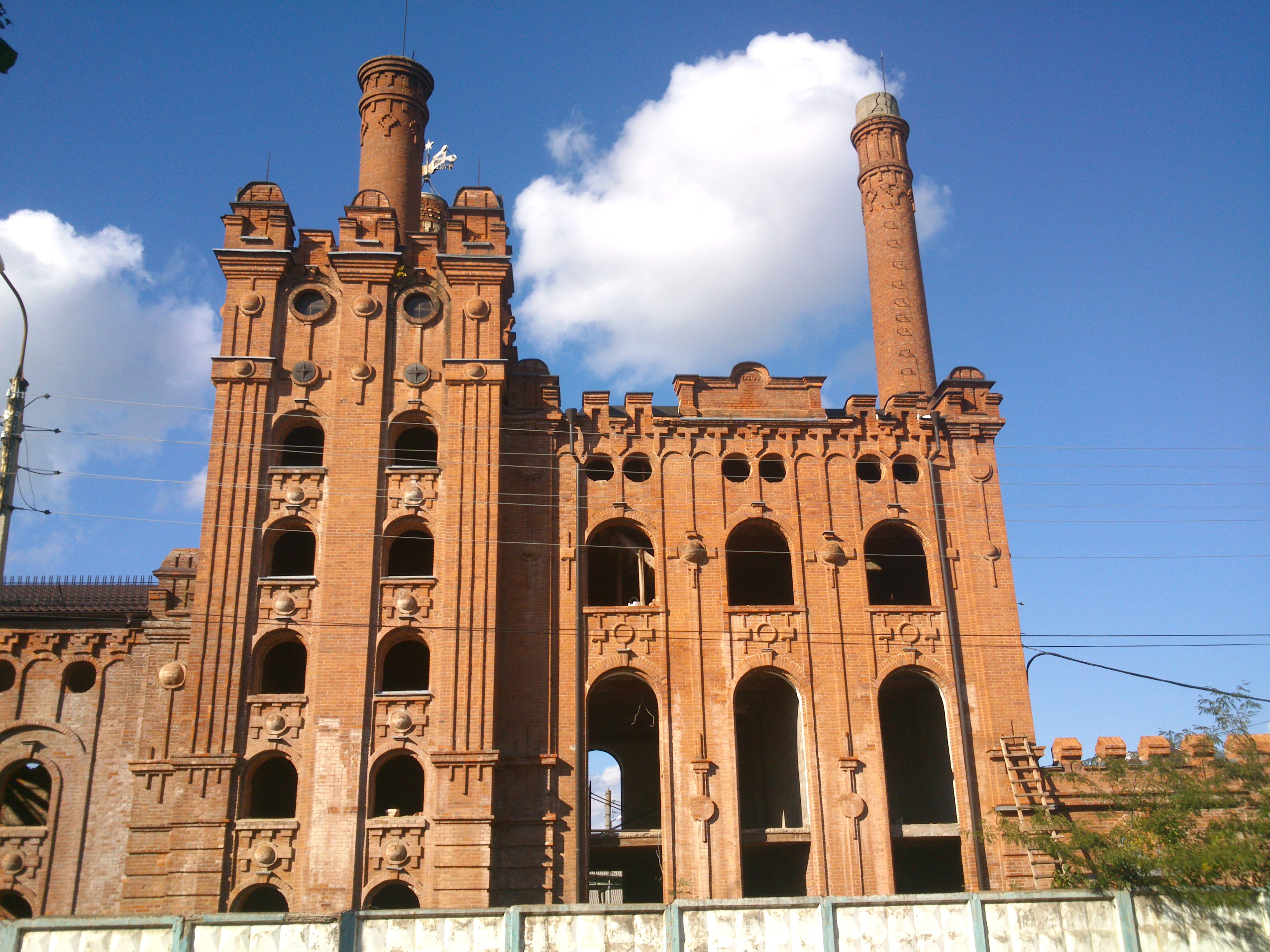
کارخانه آبجوسازی (میراث فرهنگی)

کشف ذخایر گسترده نفتی، مایکوپ را به یکی از مراکز اصلی استخراج نفت در اتحاد جماهیر شوروی و سپس روسیه تبدیل کرد. از دیگر بخش‌های مهم اقتصادی می‌توان به صنایع غذایی و صنایع چوب اشاره کرد.

## وضعیت اداری و شهری
در تقسیمات کشوری روسیه، این شهر همراه با هشت سکونتگاه روستایی، به‌عنوان مایکوپ شهر با اهمیت جمهوری—یک واحد اداری با وضعیت معادل بخش‌ها—به ثبت رسیده است. این شهر دارای روستاهای زیر تحت قلمرو خود است:
- خوتور گاوردوفسکی
- استانیستا خانسکایا
- خوتور کوسینوف
- سکونتگاه پودگورنی
- سکونتگاه رودنیکووی
- سکونتگاه سورنی
- خوتور وسیولی
- سکونتگاه زاپادنی